# Roscherite
La roscherite è un minerale.